# Tagweide
De Tagweide is een berg in de deelstaat Salzburg, Oostenrijk. De berg heeft een hoogte van 2.128 meter. 
De Tagweide is onderdeel van het Tennengebergte.